# 雞雁小綱
雞雁小綱（學名：Galloanserae）是指雁形目及雞形目兩目的鳥類。它們在解剖及分子、形態及DNA序列、與及反轉錄轉座子標記上的相似，顯示它們是演化上的近親。

## 特徵

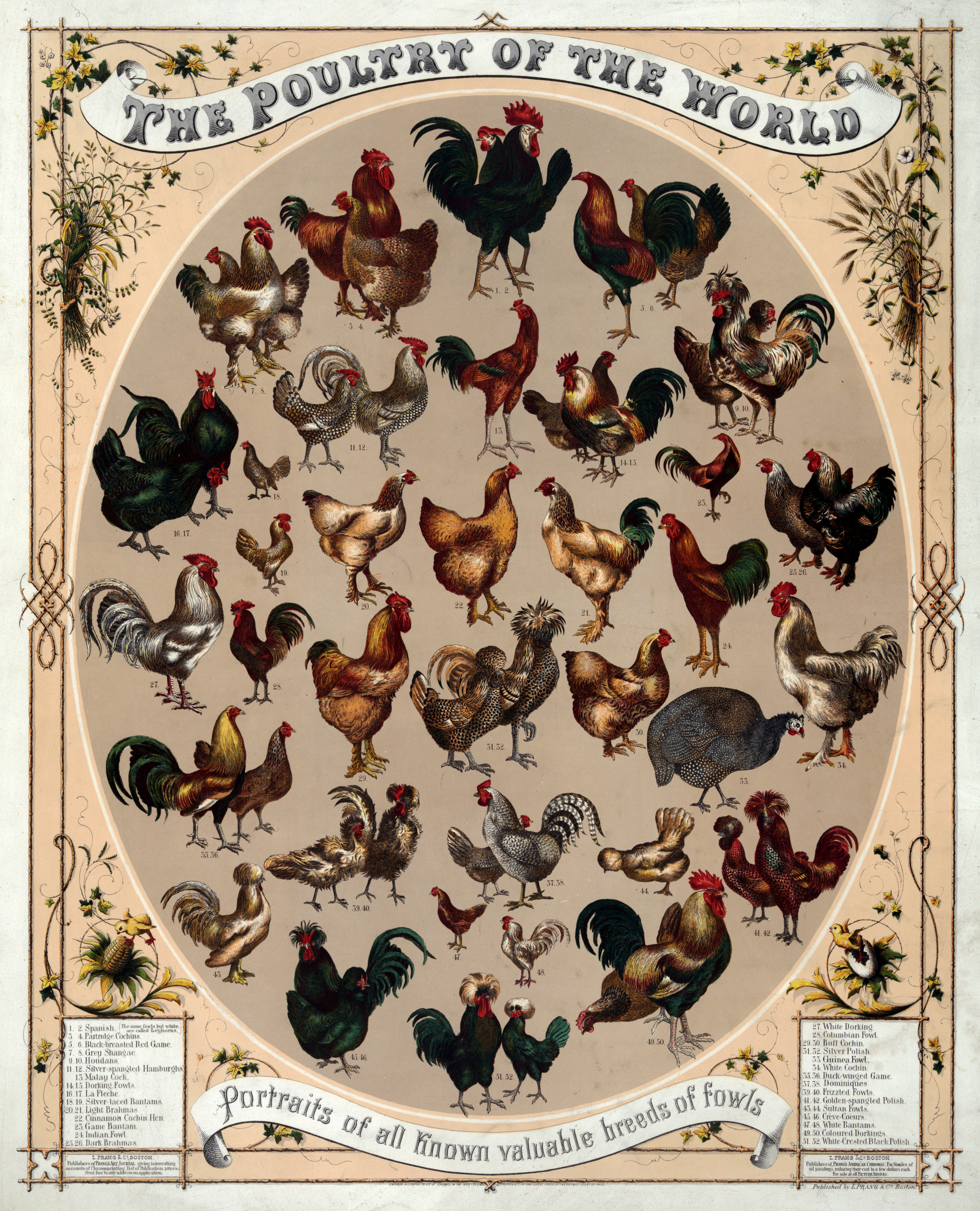
不同種類的家禽，也是屬於雞雁小綱。

雖然雞雁小綱的成員在生態、對環境的適應性、形態及動物行為學上的多樣性較高，但也有一些共通的特徵。當中很多都是今鳥亞綱的祖徵。
- 雞雁小綱非常多產，一般每次會生多於5隻蛋。
- 很多雞雁小綱都是一夫多妻制或一妻多夫制的。鴨亞科下的雄鴨甚至會聯群集體強姦雌鴨。
- 雞雁小綱經常出現混種，甚至一些難於混種的鳥類也可以與它們混種。例如珠雞能成功與非近親的家禽及藍孔雀混種，家鴨也能與不同屬不同種的番鴨雜交，產生有時被用作肉類來源的土番鴨。這令基於粒線體DNA研究更為複雜。
- 雞雁小綱非常早熟。雛生幾小時的雁形目就懂得游泳及潛水，雛生塚雉完全長有羽毛及飛一段長距離。

## 系統與演化
雞雁小綱是今顎下綱的基群，也就是最初分支出來的演化支。從有限的化石中得知，它們於白堊紀晚期就已經出现。從維加鳥等化石得知基底鸡雁小纲是與恐龍生存在同一時代。